# Xaver Kugler
Xaver Kugler (* 1. Dezember 1922 in Augsburg; † 30. Juni 2005) war ein deutscher Journalist und Chefredakteur der Zeitung Der Demokrat von 1953 bis 1988.
Xaver Kugler besuchte bis 1937 die Volksschule in Opladen und absolvierte bis 1941 eine Kaufmannslehre. Nach dem Reichsarbeitsdienst 1941/1942 nahm er als Soldat am Zweiten Weltkrieg teil, 1944 wurde er zum Unteroffizier und später als Zugführer zum Leutnant befördert.
Als Kugler 1945 aus der Kriegsgefangenschaft entlassen wurde, begann er ein Volontariat in der Lokalredaktion des CDU-Organs Der Demokrat. 1947 trat er der CDU bei. 1948 bis 1950 war Kugler Redakteur bei der Märkischen Union, bis 1951 sogar deren Chefredakteur. Er wechselte als stellvertretender Ressortchef in die Redaktion der Berliner Abendzeitung Nacht-Express. Nach deren Einstellung im April 1953 wurde ihm vom Politischen Ausschuss der CDU mit Wirkung vom 1. Juni 1953 die „Demokrat“-Chefredaktion übertragen (Nachfolger des amtierenden Chefredakteurs Fritz Zanger). Kugler war auch Mitglied des Sekretariats des CDU-Bezirksvorstandes Rostock. 
Anlässlich seines 60. Geburtstages 1982 würdigte der CDU-Vorsitzende Gerald Götting besonders seine nahezu 30-jährige Tätigkeit als Chefredakteur der Bezirkszeitung „Der Demokrat“: „Die von Dir geleitete Zeitung hat in diesen Jahren wesentlichen Anteil an der Förderung der sozialistischen Bewußtseinsbildung der Mitglieder unserer Partei in den Nordbezirken Rostock, Schwerin und Neubrandenburg und des staatsbürgerlichen Denkens und Handelns vieler parteiloser christlicher Bürger“.
Am 7. Januar 1988 wurde er nach 35-jähriger Tätigkeit an der Spitze der CDU-Bezirkszeitung als dienstältester Chefredakteur der DDR in den Ruhestand verabschiedet.
Kugler wurde 1966 mit Franz-Mehring-Ehrennadel, 1977 mit dem Vaterländischen Verdienstorden in Bronze und 1982 in Silber ausgezeichnet und 
empfing 1987 den Orden Banner der Arbeit, Stufe I. 